# Wereldbeker rodelen 2020/2021
De wereldbeker rodelen (op kunstijsbanen) in het seizoen 2020/2021 (officieel: Eberspächer Luge World Cup 2020/2021) begon op 28 november 2020 en eindigde op 7 februari 2021. De competitie wordt georganiseerd door de FIL.
De competitie bestond dit seizoen uit een aangepaste kalender in verband met de heersende coronapandemie. De negen reguliere wedstrijden en drie sprintwedstrijden werden op zeven locaties gehouden met de drie traditionele onderdelen bij het rodelen. Bij de mannen individueel en dubbel en bij de vrouwen individueel. Vanwege de aangepaste kalender vond de laatste wereldbekerwedstrijd plaats op de natuurijsbaan van Sankt-Moritz. Bij zes wedstrijden stond er een landenwedstrijd op het programma waarover eveneens een klassement werd opgemaakt. De zesde landenwedstrijd (in Sankt-Moritz) werd dit seizoen geannuleerd vanwege de weersomstandigheden.
De titels gingen het vorige seizoen naar de Rus Roman Repilov (individueel), het Duitse duo Toni Eggert en Sascha Benecken (dubbel) bij de mannen, de Duitse Julia Taubitz (individueel) bij de vrouwen en Italië en Rusland in het landenklassement. Duitsland won dit seizoen het landenklassement.
Mannen
Bij de mannen werd Repilov dit seizoen opgevolgd door de Duitser Felix Loch die daarmee voor de zevende keer de einzege behaalde en voor de elfde keer op het eindpodium plaatsnam. Zijn landgenoot Johannes Lochner op plaats twee nam voor het eerst op het eindpodium plaats. De Rus Semjon Pavlitsjenko nam voor de derde opeenvolgende keer op dit podium plaats, ook in 2019/20 werd hij derde en in 2019/18 behaalde hij de eindzege.
Dubbel
Bij de mannen dubbel werd de eindzege behaald door het duo Thomas Steu / Lorenz Koller, in 2018/19 eindigden ze op plaats twee. Het was de eerste Oostenrijkse zege na 2012 toen Andreas Linger / Wolfgang Linger zegevierden. Het Letse duo Andris Šics / Juris Šics op plaats twee namen voor de derde keer op het eindpodium plaats, in 2014/15 en 2019/20 werden ze derde. Op plaats drie namen Toni Eggert / Sascha Benecken voor de tiende keer op dit podium plaats.
Vrouwen
Bij de vrouwen stond in de veertien seizoenen van 2007/08-2020/21 de Duitse Natalie Geisenberger dertien keer op het eindpodium, het seizoen 2019/20 ontbrak ze vanwege een zwangerschap. Dit seizoen behaalde ze voor de achtste keer de einzage. Na de tweede plaatsen in 2017/18, 2018/19 en de eerste plaats in 2019/20 bezette haar landgenote Julia Taubitz dit seizoen weer plaats twee op het podium. Hun landgenote Dajana Eitberger vulde de resterende positie in, in 2014/15 werd ze tweede in deze competitie.

## Wereldbekerpunten
In elke wereldbekerwedstrijd zijn afhankelijk van de behaalde plaats een vast aantal punten te verdienen. De rodelaar met de meeste punten aan het eind van het seizoen wint de wereldbeker. De top 24 bij de solisten en de top 20 bij de dubbel na de eerste run gaan verder naar de tweede run, de overige deelnemers krijgen hun punten toegekend op basis van hun klassering na de eerste run. De onderstaande tabel geeft de punten per plaats weer.
| Plaats | 1   | 2  | 3  | 4  | 5  | 6  | 7  | 8  | 9  | 10 | 11 | 12 | 13 | 14 | 15 | 16 | 17 | 18 | 19 | 20 | 21 | 22 | 23 | 24 | 25 | 26 | 27 | 28 | 29 | 30 | 31 | 32 | 33 | 34 | 35 | 36 | 37 | 38 | 39 | 40+ |
| Punten | 100 | 85 | 70 | 60 | 55 | 50 | 46 | 42 | 39 | 36 | 34 | 32 | 30 | 28 | 26 | 25 | 24 | 23 | 22 | 21 | 20 | 19 | 18 | 17 | 16 | 15 | 14 | 13 | 12 | 11 | 10 | 9  | 8  | 7  | 6  | 5  | 4  | 3  | 2  | 1   |

## Mannen individueel

### Uitslagen
| Datum | Plaats       | Opmerking | Eerste              | Tweede              | Derde               |
| --- | ------------ | --------- | ------------------- | ------------------- | ------------------- |
| 29/11/2020 | Igls         |           | Felix Loch          | Johannes Ludwig     | Dominik Fischnaller |
| 29/11/2020 | Igls         | Sprint    | Felix Loch          | David Gleirscher    | Jonas Müller        |
| 06/12/2020 | Altenberg    |           | Felix Loch          | Max Langenhan       | Kristers Aparjods   |
| 13/12/2020 | Oberhof      |           | Felix Loch          | Johannes Ludwig     | Jonas Müller        |
| 20/12/2020 | Winterberg   |           | Felix Loch          | Nico Gleirscher     | Dominik Fischnaller |
| 20/12/2020 | Winterberg   | Sprint    | Max Langenhan       | Kevin Fischnaller   | Dominik Fischnaller |
| 03/01/2021 | Königssee    |           | Felix Loch          | Roman Repilov       | Johannes Ludwig     |
| 10/01/2021 | Sigulda      |           | Felix Loch          | Johannes Ludwig     | Dominik Fischnaller |
| 17/01/2021 | Oberhof      |           | Felix Loch          | Jonas Müller        | David Gleirscher    |
| 24/01/2021 | Igls         |           | Felix Loch          | Semjon Pavlitsjenko | Johannes Ludwig     |
| 24/01/2021 | Igls         | Sprint    | Semjon Pavlitsjenko | Kevin Fischnaller   | Felix Loch          |
| 29 tot en met 31 januari 2021: Wereldkampioenschappen rodelen 2021 in Königssee (telt niet mee voor wereldbeker) |              |           |                     |                     |                     |
| 06/02/2021 | Sankt Moritz |           | Nico Gleirscher     | Max Langenhan       | Felix Loch          |

* De wereldbeker in Sigulda vormde tevens het Europees kampioenschap.

### Eindstanden
| #                              | Naam                 | Punten               |
| Algemene wereldbeker           | Algemene wereldbeker | Algemene wereldbeker |
| ------------------------------ | -------------------- | -------------------- |
| 01                             | Felix Loch           | 1095                 |
| 02                             | Johannes Ludwig      | 0716                 |
| 03                             | Semjon Pavlitsjenko  | 0673                 |
| 04                             | Max Langenhan        | 0637                 |
| 05                             | Dominik Fischnaller  | 0623                 |
| 06                             | Nico Gleirscher      | 0598                 |
| 07                             | Kevin Fischnaller    | 0566                 |
| 08                             | Roman Repilov        | 0556                 |
| 09                             | David Gleirscher     | 0500                 |
| 10                             | Jonas Müller         | 0475                 |
| Volledige eindstand[dode link] |                      |                      |

Puntentotaal op basis van de negen wereldbekerwedstrijden + de drie sprintwedstrijden

## Mannen dubbel

### Uitslagen
| Datum | Plaats       | Opmerking | Eerste                                | Tweede                                    | Derde                                     |
| --- | ------------ | --------- | ------------------------------------- | ----------------------------------------- | ----------------------------------------- |
| 29/11/2020 | Igls         |           | Oostenrijk Thomas Steu Lorenz Koller  | Oostenrijk Yannick Müller Armin Frauscher | Duitsland Toni Eggert Sascha Benecken     |
| 29/11/2020 | Igls         | Sprint    | Oostenrijk Thomas Steu Lorenz Koller  | Letland Andris Šics Juris Šics            | Italië Ludwig Rieder Patrick Rastner      |
| 06/12/2020 | Altenberg    |           | Oostenrijk Thomas Steu Lorenz Koller  | Duitsland Toni Eggert Sascha Benecken     | Duitsland Tobias Wendl Tobias Arlt        |
| 13/12/2020 | Oberhof      |           | Duitsland Toni Eggert Sascha Benecken | Oostenrijk Thomas Steu Lorenz Koller      | Oostenrijk Yannick Müller Armin Frauscher |
| 20/12/2020 | Winterberg   |           | Duitsland Tobias Wendl Tobias Arlt    | Duitsland Toni Eggert Sascha Benecken     | Letland Andris Šics Juris Šics            |
| 20/12/2020 | Winterberg   | Sprint    | Duitsland Toni Eggert Sascha Benecken | Oostenrijk Thomas Steu Lorenz Koller      | Duitsland Tobias Wendl Tobias Arlt        |
| 03/01/2021 | Königssee    |           | Duitsland Toni Eggert Sascha Benecken | Duitsland Tobias Wendl Tobias Arlt        | Oostenrijk Thomas Steu Lorenz Koller      |
| 10/01/2021 | Sigulda      |           | Letland Andris Šics Juris Šics        | Duitsland Tobias Wendl Tobias Arlt        | Letland Mārtiņš Bots Roberts Plūme        |
| 17/01/2021 | Oberhof      |           | Oostenrijk Thomas Steu Lorenz Koller  | Duitsland Tobias Wendl Tobias Arlt        | Letland Andris Šics Juris Šics            |
| 24/01/2021 | Igls         |           | Italië Ludwig Rieder Patrick Rastner  | Letland Andris Šics Juris Šics            | Oostenrijk Thomas Steu Lorenz Koller      |
| 24/01/2021 | Igls         | Sprint    | Letland Andris Šics Juris Šics        | Oostenrijk Thomas Steu Lorenz Koller      | Duitsland Toni Eggert Sascha Benecken     |
| 29 tot en met 31 januari 2021: Wereldkampioenschappen rodelen 2021 in Königssee (telt niet mee voor wereldbeker) |              |           |                                       |                                           |                                           |
| 06/02/2021 | Sankt Moritz |           | Letland Martins Bots Roberts Plume    | Letland Andris Šics Juris Šics            | Italië Ludwig Riedler Patrick Rastner     |

* De wereldbeker in Sigulda vormde tevens het Europees kampioenschap.

### Eindstand
| Algemene wereldbeker | Algemene wereldbeker               | Algemene wereldbeker |
| #                    | Naam                               | Punten               |
| -------------------- | ---------------------------------- | -------------------- |
| 01                   | Thomas Steu Lorenz Koller          | 0942                 |
| 02                   | Andris Šics Juris Šics             | 0834                 |
| 03                   | Toni Eggert Sascha Benecken        | 0830                 |
| 04                   | Tobias Wendl Tobias Arlt           | 0773                 |
| 05                   | Ludwig Rieder Patrick Rastner      | 0707                 |
| 06                   | Yannick Müller Armin Frauscher     | 0574                 |
| 07                   | Emanuel Rieder Simon Kainzwaldner  | 0541                 |
| 08                   | Martins Bots Roberts Plume         | 0516                 |
| 09                   | Ivan Nagler Fabian Malleier        | 0483                 |
| 10                   | Oskars Gudramovics Peteris Kalnins | 0479                 |
| Volledige eindstand  |                                    |                      |

Puntentotaal op basis van de negen wereldbekerwedstrijden + de drie sprintwedstrijden

## Vrouwen individueel

### Uitslagen
| Datum | Plaats       | Opmerking | Eerste               | Tweede               | Derde                |
| --- | ------------ | --------- | -------------------- | -------------------- | -------------------- |
| 29/11/2020 | Igls         |           | Julia Taubitz        | Natalie Geisenberger | Dajana Eitberger     |
| 29/11/2020 | Igls         | Sprint    | Julia Taubitz        | Natalie Geisenberger | Dajana Eitberger     |
| 06/12/2020 | Altenberg    |           | Tatjana Ivanova      | Natalie Geisenberger | Jekaterina Katnikova |
| 13/12/2020 | Oberhof      |           | Dajana Eitberger     | Natalie Geisenberger | Kendija Aparjode     |
| 20/12/2020 | Winterberg   |           | Julia Taubitz        | Natalie Geisenberger | Elīza Tiruma         |
| 20/12/2020 | Winterberg   | Sprint    | Julia Taubitz        | Natalie Geisenberger | Dajana Eitberger     |
| 03/01/2021 | Königssee    |           | Julia Taubitz        | Natalie Geisenberger | Madeleine Egle       |
| 10/01/2021 | Sigulda      |           | Tatjana Ivanova      | Natalie Geisenberger | Viktoria Demtsjenko  |
| 17/01/2021 | Oberhof      |           | Natalie Geisenberger | Madeleine Egle       | Anna Berreiter       |
| 24/01/2021 | Igls         |           | Natalie Geisenberger | Julia Taubitz        | Summer Britcher      |
| 24/01/2021 | Igls         | Sprint    | Julia Taubitz        | Natalie Geisenberger | Dajana Eitberger     |
| 29 tot en met 31 januari 2021: Wereldkampioenschappen rodelen 2021 in Königssee (telt niet mee voor wereldbeker) |              |           |                      |                      |                      |
| 07/02/2021 | Sankt Moritz |           | Elina Vitola         | Julia Taubitz        | Natalie Maag         |

* De wereldbeker in Sigulda vormde tevens het Europees kampioenschap.

### Eindstand
| Algemene wereldbeker | Algemene wereldbeker | Algemene wereldbeker |
| #                    | Land                 | Punten               |
| -------------------- | -------------------- | -------------------- |
| 01                   | Natalie Geisenberger | 0995                 |
| 02                   | Julia Taubitz        | 0976                 |
| 03                   | Dajana Eitberger     | 0698                 |
| 04                   | Madeleine Egle       | 0648                 |
| 05                   | Tatjana Ivanova      | 0579                 |
| 06                   | Elīza Tīruma         | 0525                 |
| 07                   | Jekaterina Katnikova | 0512                 |
| 08                   | Andrea Vötter        | 0458                 |
| 09                   | Kendija Aparjode     | 0447                 |
| 10                   | Viktoria Demtsjenko  | 0398                 |
| Volledige eindstand  |                      |                      |

Puntentotaal op basis van de negen wereldbekerwedstrijden + de drie sprintwedstrijden

## Landenwedstrijd
De landenwedstrijden (officieel: Eberspächer Team Relay World Cup presented by BMW) vonden plaats in de vorm van een soort estafette, waarbij de volgende rodelslee van het team pas van start mag gaan als de voorgaande rodelslee is gefinisht, de startvolgorde kan per wedstrijd verschillen.

### Uitslagen
| Datum | Plaats       | Eerste                                                                             | Tweede                                                                           | Derde                                                                                   |
| --- | ------------ | ---------------------------------------------------------------------------------- | -------------------------------------------------------------------------------- | --------------------------------------------------------------------------------------- |
| 29/11/2020 | Igls         | Duitsland Julia Taubitz Felix Loch Toni Eggert Sascha Benecken                     | Oostenrijk Madeleine Egle Jonas Müller Thomas Steu Lorenz Koller                 | Rusland Jekaterina Katnikova Semjon Pavlitsjenko Vsevolod Kasjkin Konstantin Korzjoenov |
| 06/12/2020 | Altenberg    | Italië Andrea Vötter Kevin Fischnaller Ludwig Rieder Patrick Rastner               | Rusland Tatjana Ivanova Semjon Pavlitsjenko Aleksandr Denisjev Vladislav Antonov | Letland Kendija Aparjode Kristers Aparjods Andris Šics Juris Šics                       |
| 13/12/2020 | Oberhof      | Duitsland Dajana Eitberger Felix Loch Toni Eggert Sascha Benecken                  | Oostenrijk Madeleine Egle Jonas Müller Thomas Steu Lorenz Koller                 | Polen Klaudia Domaradzka Mateusz Sochowicz Wojciech Chmielewski Jakub Kowalewski        |
| 03/01/2021 | Königssee    | Oostenrijk Madeleine Egle Nico Gleirscher Thomas Steu Lorenz Koller                | Duitsland Julia Taubitz Felix Loch Toni Eggert Sascha Benecken                   | Rusland Viktoria Demtsjenko Roman Repilov Vsevolod Kasjkin Konstantin Korzjoenov        |
| 10/01/2021 | Sigulda      | Rusland Tatjana Ivanova Semjon Pavlitsjenko Vsevolod Kasjkin Konstantin Korzjoenov | Letland Elīza Tiruma Artūrs Dārznieks Andris Šics Juris Šics                     | Duitsland Natalie Geisenberger Felix Loch Tobias Wendl Tobias Arlt                      |
| 29 tot en met 31 januari 2021: Wereldkampioenschappen rodelen 2021 in Königssee (telt niet mee voor wereldbeker) |              |                                                                                    |                                                                                  |                                                                                         |
| 07/02/2021 | Sankt Moritz | geannuleerd wegens weersomstandigheden                                             | geannuleerd wegens weersomstandigheden                                           | geannuleerd wegens weersomstandigheden                                                  |

* De wereldbeker in Sigulda vormde tevens het Europees kampioenschap.

### Eindstand
(#) het aantal deelnames op vijf wereldbekerwedstrijden
| #                   | Land             | Punten  |
| ------------------- | ---------------- | ------- |
| 01                  | Duitsland        | 415 (5) |
| 02                  | Rusland          | 375 (5) |
| 03                  | Letland          | 330 (5) |
| 04                  | Oostenrijk       | 325 (5) |
| 05                  | Italië           | 275 (5) |
| 06                  | Oekraïne         | 225 (5) |
| 07                  | Polen            | 204 (4) |
| 08                  | Slowakije        | 202 (5) |
| 09                  | Zuid-Korea       | 162 (5) |
| 10                  | Roemenië         | 080 (2) |
| 11                  | Verenigde Staten | 050 (2) |
| 12                  | Canada           | 042 (1) |
| 13                  | Tsjechië         | 039 (2) |
| Volledige eindstand |                  |         |

1977/1978 · 
1978/1979 · 
1979/1980 · 
1980/1981 · 
1981/1982 · 
1982/1983 · 
1983/1984 · 
1984/1985 · 
1985/1986 · 
1986/1987 · 
1987/1988 · 
1988/1989 · 
1989/1990 · 
1990/1991 · 
1991/1992 · 
1992/1993 · 
1993/1994 · 
1994/1995 · 
1995/1996 · 
1996/1997 · 
1997/1998 · 
1998/1999 · 
1999/2000 · 
2000/2001 · 
2001/2002 · 
2002/2003 · 
2003/2004 · 
2004/2005 · 
2005/2006 · 
2006/2007 · 
2007/2008 · 
2008/2009 · 
2009/2010 ·
2010/2011 ·
2011/2012 ·
2012/2013 ·
2013/2014 ·
2014/2015 ·
2015/2016 ·
2016/2017 ·
2017/2018 ·
2018/2019 · 
2019/2020 ·
2020/2021 ·
2021/2022 ·
2022/2023 ·
2023/2024 ·
2024/2025
Alpineskiën ·
Biatlon ·
Bobsleeën ·
Freestyleskiën ·
Langlaufen ·
Noordse combinatie ·
Rodelen ·
Schaatsen ·
Schansspringen ·
Shorttrack ·
Skeleton ·
Snowboarden